# 萊茵蘭大屠殺
萊茵蘭大屠殺，或1096年德国十字军东征，是1096年发生的平民十字軍中法国和德国基督教徒组成的暴徒对犹太人展开的一系列大规模屠杀活动，此次屠杀事件被视为是首个欧洲反犹太主义事件。参与屠杀的十字军的知名领导人有隐士彼得。